# Squanto
Squanto, também conhecido como Squantum ou Tisquantum (c. década de 1580 – novembro de 1622) foi um dos dois índios americanos (Samoset foi o outro) que auxiliaram os chamados Peregrinos, primeiros europeus a se estabelecerem permanentemente no território dos Estados Unidos, após o seu primeiro inverno no Novo Mundo. Foi um membro da tribo Patuxet, uma subtribo da Confederação Wampanoag.

## Biografia
George Weymouth foi um capitão inglês que explorou a área conhecida hoje em dia como o estado americano do Maine. Durante o curso da exploração, em 1605, Weymouth e seus homens capturaram diversos indígenas, para mostrar ao patrocinador de sua viagem, como prova de seu trabalho exploratório. Os nomes dos nativos eram Manida, Skidwarres/Skettawarroes, Nahanada/Dehanada, Assacumet e Tisquantum, e foram entregues ao superior de Weymouth, sir Ferdinando Gorges. Acredita-se então que Tisquantum tenha sido levado para a Inglaterra, onde foi educado para atuar como tradutor na Nova Inglaterra; retornou à América do Norte em 1612, com o capitão John Smith, que após algum tempo de serviço permitiu que ele retornasse à sua aldeia.
Durante retorno à sua tribo, em 1614, no entanto, Squanto foi raptado por outro inglês, Thomas Hunt, um dos tenentes de Smith. Hunt planejava vender peixe, milho e escravos capturados em Málaga, na Espanha. Alguns frades locais, no entanto, descobriram o que Hunt estava planejando, e salvaram os índios que ainda não haviam sido vendidos, inclusive Tisquantum, para instrui-los na fé cristã. Eventualmente Squanto fugiu para Londres, onde viveu com um certo John Slany por alguns anos, e depois cruzou novamente o Atlântico rumo a Cuper's Cove, na atual província canadense de Terra Nova e Labrador. Tentando evitar a longa caminhada da Terra Nova até a sua aldeia natal, Tisquantum tentou participar de uma expedição que rumava até àquela parte da costa leste do território americano. Retornou para a Inglaterra em 1618, no entanto, quando viu que o plano não daria certo. Retornou à América em 1619, onde se juntou a outra expedição exploratória na costa da Nova Inglaterra. Logo descobriu que sua tribo, os Patuxet, bem como a maioria das tribos da costa da Nova Inglaterra (na sua maioria compostas de Wampanoags e Massachussetts) haviam sido dizimados no ano anterior por uma praga, possivelmente varíola.
Tisquantum acabou por se estabelecer com os peregrinos no local de sua antiga aldeia, ajudando-os a se recuperar das dificuldades de seu primeiro inverno na região, ensinando-lhes a aumentar a produção de comida com a fertilização das plantações, e indicando-lhes os melhores lugares para se obter peixes (como enguias).
Quaisquer que tenham sido as motivações de Squanto, ele acabou por perder a confiança tanto dos ingleses quanto dos nativos. Massasoit, o sachem que o havia indicado inicialmente como uma espécie de diplomata entre os peregrinos, já não confiava nele antes do encontro da tribo com os brancos (como fica evidente pelo envio de Hobamok, outro nativo, para vigiar Tisquantum e agir como seu segundo representante), e certamente deixou de fazê-lo depois.
Em seu retorno de um encontro que visava reparar as relações danificadas entre nativos e peregrinos, Squanto adoeceu, com uma febre; especula-se, no entanto, que ele tenha sido envenenado, devido a uma possível deslealdade com o sachem. Morreu alguns poucos anos depois, em 1622, em Chatham, no atual estado de Massachusetts, e está enterrado hoje em dia numa sepultura anônima em Chathamport, sobre Ryder's Cove. Seu legado, no entanto, permaneceu - na medida em que a paz entre os dois grupos permaneceu por pelo menos 50 anos depois de sua morte.